# Julia Lebel-Arias
Julia Lebel-Arias, née Julia Arias, est une joueuse d'échecs argentine puis française (de 1982 à 2001) et monégasque (depuis 2002) née à Aguilares (Argentine) le 10 mars 1946. Plusieurs fois championne de France et championne d'Argentine, elle  a le titre de maître international féminin depuis 1985.
Au 1er mai 2017, elle est la cinquième joueuse monégasque avec un classement Elo de 1 752 points.

## Biographie et carrière
Julia Lebel-Arias a remporté quatre fois de suite le championnat d'Argentine féminin (de 1974 à 1977) et le championnat de France d'échecs féminin à trois reprises (en 1983, 1986 et 1990).
Elle a participé à deux tournoi interzonaux féminins qualificatifs pour le tournoi des candidates au championnat du monde d'échecs féminin : en 1985 (quinzième) et 1987 (18e). En 1988, elle remporta le tournoi de Dortmund.

## Compétitions par équipe
Julia Lebel-Arias a représenté l'Argentine lors de trois olympiades féminines de 1976 à 1980, puis la France lors des cinq olympiades féminines de 1982 à 1990. 
Affiliée à la fédération monégasque depuis 2002, elle a participé aux olympiades d'échecs mixtes (tournois « open ») en 2002, 2004 et 2006, puis aux olympiades féminines de 2012, 2014 et 2016 (à soixante-dix ans, elle jouait au premier échiquier monégasque), et 2018. 
En 1997, elle participa au deuxième championnat d'Europe par équipe féminine avec l'équipe de France comme échiquier de réserve (remplaçante).